# Nature morte avec perdrix et gants de fer
Nature morte avec perdrix et gants de fer est un tableau peint par Jacopo de' Barbari en 1504. Il mesure 52 cm de haut sur 42,5 cm de large. Il est conservé à l'Alte Pinakothek à Munich. 
Cette œuvre est considérée comme le plus ancien trompe-l'œil. 